# Синята лагуна: Пробуждане
„Синята лагуна: Пробуждане“ (на английски: The Blue Lagoon: The Awakening) е американски телевизионен филм, който се излъчва по Lifetime на 16 юни 2012 г. Индиана Еванс и Брентън Твайтс са звездите във филма, който се основава на романа „Синята лагуна“ и предишните му филмови адаптации. Това беше голямо отклонение от предишните филми на „Синята лагуна“ в няколко отношения. Обстановката е съвременна, докато предишните филми бяха поставени във викторианската епоха; Водещите герои са израснали в нормалното общество и са подраствани като тийнейджъри, вместо да растат на острова; и приблизително еднакво време е посветено на нецивилизования свят на острова и човешкото общество, в което са родени героите. Кристофър Аткинс, мъжкият главен актьор на филма „Синята лагуна“ (1980), също се появява във филма.

## Сюжет
Ема и Дийн са ученици от гимназията по време на класно пътуване до Тринидад, за да построят училище за по-малко щастливи деца. Ема е звездният ученик с отлични оценки и планове за живота си пред нея. Когато защитникът на гимназията започва да флиртува с нея, приятелите ѝ я притискат, за да започнат връзка с него, но вместо това продължава да хвърля поглед към Дийн, тайнствен самотник, който редовно попада в неприятности и не общува много, тъй като майка му минала години по-рано. След като ножът му е конфискуван, баща му дърпа конците, за да върне сина си на път. На първата си нощ в Тринидад те отделно посещават парти с лодки, където Ема е наранена, за да види някой от нейните приятели да целува защитника. По време на партито на лодката Ема пада зад борда, когато партията е прекъсната от полицейска акция. Дийн скача във водата и ѝ помага в лодка. Не искаше да влезе в повече неприятности, Дийн прекъсва въжето, прикрепящо лодката към лодката, само за да открие, че няма мотор.
Двойката се придвижва към остров, като избягва опасните скали, като използва едното гребло в лодката. Те претърсват острова за цял живот, но научават, че са сами и сега са блокирани, а лодката е измита, докато те проучват. Вкъщи родителите им, предупреждавайки, че двойката е видяна за последен път на лодката, отчаяно ги търси. Чудейки се дали някога ще бъдат спасени, Ема и Дийн трябва да разчитат един на друг, за да оцелеят. Заедно те се учат да строят огън, риба и да намерят храна. Първоначално те са приятели, но в крайна сметка връзката им се превръща в романтична връзка. Когато открият скелет на вероятно последния човек, заседнал на острова, Дийн я успокоява, като я целува и двамата се поддават на нарастващите си чувства, като правят секс.
След продължително търсене, правителството на Тринидад официално се отказва от двете, докато бащата на бащата на Дийн Джак и Ема, Барбара, остават по-дълго и частно финансират собственото си търсене. Тъй като търсенето остава безплодно и вече не могат да пренебрегват другите си отговорности, и двамата се завръщат у дома. На сутринта след сексуалната им среща Ема открива Дийн да копае гроб за скелета. Когато се съмнява в поведението му, той става раздразнителен, но в крайна сметка го принуждава да признае, че се надява да намери затваряне за смъртта на майка си. Дийн казва на Ема, че никога не е ходил на погребението на майка си поради вината, че неволно е причинил злополуката, която я е убила, а Ема разкрива, че пътят, който тя е в живота, е била зададена за нея от родителите ѝ и никога не я е разпитвала. Тъй като техните сексуални отношения продължават, те споделят и други интимни подробности, включително взаимно желание за евентуално да имат деца, но трудността на живота на острова и загрижеността за нейните близки все повече се натоварват с Ема.
След като са били заседнали в продължение на повече от 100 дни, те са спасени от туристически хеликоптер. Те се посрещат от семейството, приятелите и медиите. Ема се връща обратно в по-популярна позиция в училище, докато Дийн, все още донякъде отхвърлен, се въздържа от публично доближаване до нея. Приспособявайки се към ежедневния им живот, връзката им става донякъде напрегната и далечна. Ема присъства на бала, а Дин в крайна сметка решава да отиде и след малък тласък на баща си. На абитуриентския бал Ема открива Дийн навън, като я наблюдава през прозореца. Ема излиза да го посрещне след насърчение от най-добрата си приятелка Лизи. Ема и Дийн целуват страстно и след това танцуват заедно.

## Актьорски състав
| Изпълнител           | Роля                                              |
| -------------------- | ------------------------------------------------- |
| Индиана Евънс        | Ема Робинсън                                      |
| Брендън Туейтс       | Дийн Макмулън                                     |
| Денис Ричардс        | Барбара Робинсън (майката на Ема)                 |
| Патрик Есприт        | Джак Макмулън (бащата вдовец на Дийн)             |
| Франк Джон Хюс       | Фил Робинсън (бащата на Ема)                      |
| Аликс Елизабет Гитър | Лизи (една от приятелките на Ема)                 |
| Кари Уамплър         | Стейси Робинсън (сестра на Ема)                   |
| Хейли Кйоко          | Хелън (една от приятелките на Ема)                |
| Ами Кареро           | Джуд (една от приятелките на Ема)                 |
| Ани Тедеско          | Г-жа Колиър (една от учителките на екскурзията)   |
| Кристофър Аткинс     | Г-н Крисчънсен (един от учителите на екскурзията) |

## Продукция
Водещият мъжки актьор Брентън Твайтс разказва, че никога преди не е чувал за филмите на „Синята лагуна“ и след като е бил гласуван, е гледал предишните два филма за изследвания, въпреки че е признал, че не може да си позволи да гледа на завръщането в Синята лагуна.
По време на заснемането на сцените в лагуната, Твайтс и съ-звездата Индиана Еванс бяха толкова студени, че не можеха да говорят правилно, което наложи автоматичното заместване на диалога да бъде приложено към тези сцени.

## „Синята лагуна: Пробуждане“ В България
В България филмът е излъчен по NOVA на 18 март 2017 г. Екипът се състои от:
| Озвучаващи артисти  | Ася Братанова Петя Абаджиева Таня Димитрова Здравко Методиев Георги Георгиев-Гого Христо Узунов |
| Преводач            | Бисер Пачев                                                                                     |
| Тонрежисьор         | Димитър Кукушев                                                                                 |
| Режисьор на дублажа | Димитър Кръстев                                                                                 |